# Guerra submarina intensificada
La guerra submarina intensificada, és una forma de guerra submarina practicada per Alemanya en els primers mesos de 1916, que representa un compromís polític alemany entre les regles de dret de captura (De Iure Praedae), reconegudes internacionalment (i que van fer pràcticament ineficaços als submarins com a atacants de vaixells mercants) i la guerra submarina a ultrança (en la qual els submarins enfonsaven vaixells mercants que operaven en zones de guerra designades i sense previ avís, i sense preveure la seguretat dels passatgers o de la tripulació).
Alemanya va abandonar aquesta pràctica al maig de 1916 a causa de la pressió política dels Estats Units d'Amèrica que va sorgir després d'una sèrie d'incidents, sobretot l'atac del vaixell Sussex.